# Quantification (physique)
Pour les articles homonymes, voir quantification.
En physique, la quantification est une procédure permettant de construire une théorie quantique d'un champ à partir d'une théorie classique de ce champ. On parle parfois de seconde quantification pour la distinguer du principe de correspondance permettant de construire la mécanique quantique à partir de la mécanique classique, et que la procédure de quantification généralise. Le terme de quantification du champ est également utilisé, par exemple lorsque l'on parle de la « quantification du champ électromagnétique », dans laquelle les photons sont vus comme les quanta du champ. La quantification est une procédure à la base des théories de physique des particules, de physique nucléaire, de physique de la matière condensée et de l'optique quantique.